# Emiliano Brienza
Emiliano Brienza (Puerto Vallarta, Jalisco, 9 de mayo de 2002) es un futbolista canadiense nacido en México que juega como delantero.

## Biografía
Brienza nació en Puerto Vallarta, México, y su familia se mudó a Coquitlam, Columbia Británica en Canadá en 2015, cuando tenía 13 años. Formó parte del equipo Mountain United FC antes de unirse a la Whitecaps FC Academy en septiembre de 2018. En 2019, Brienza comenzó 18 partidos con el equipo sub-17, incluidos tres partidos de playoffs, anotando seis goles. También hizo tres apariciones con la selección sub-19.

## Trayectoria

### Vancouver Whitecaps Football Club
El 25 de febrero de 2022, se anunció que Brienza había firmado con Whitecaps Football Club 2, el equipo de reserva de Vancouver que competiría en la recién formada MLS Next Pro. También se anunció que se uniría a la lista del primer equipo en un acuerdo a corto plazo. El 26 de febrero de 2022, Brienza hizo su debut profesional, apareciendo como suplente en el minuto 88 durante la derrota por 4-0 ante el Columbus Crew en el primer partido de la temporada.

## Selección nacional
Brienza fue convocado por primera vez a un campamento nacional sub-17 de Canadá para la Copa Mundial de Fútbol Sub-17 de 2019. Apareció en el banquillo durante tres partidos, sin hacer acto de presencia.